# STREGA!

『STREGA!』 (ストレガ!) は、米村孝一郎によるSF漫画作品。集英社の『ウルトラジャンプ』2001年10月号から2003年11月号まで連載。全24話、単行本は全3巻。

## 概要
ホビージャパン刊行の『コミックマスター』で連載されていた『MISSING GATE』からは4年振りとなる久々の雑誌連載作品。
未来の宇宙を舞台とするハードSFであるが、『MISSING GATE』のようなスペースオペラというよりもむしろスカイアクション物である。しかし、この世界の「空」を飛ぶ船とそれを操るパイロットの生き方を描いた、非常にストイックなストーリーとなっている。
米村の漫画の良くも悪くも特徴的な点である、背景・概念の説明不足から来るストーリー・設定の難解さは、幾分か緩和されている。そのため、これまでの作品と比べれば、SFにあまり触れていない一般読者にとっても比較的理解しやすい内容となっている。
作品中に登場する船のデザインは全て作者によるオリジナルであり、米村の独特の造形を楽しむこともできる。

## 舞台設定
宇宙で発見された謎の天体「ヒューレット・サークル」。その一つである「水縁」の中には、広大な空間が折り込まれており、そこには星系とそれを包む星間物質からなる自由大気が存在した…。その水縁に人が定着し始めて百数十年が経った時点での物語である。
水縁はいわゆるフロンティアであり、第6星「天生」までは探索が終わり、ある程度の航路もできているが、そこから先は未知の領域であるとされる。そのためか作品内では、開拓者の役割を与えられたパイロット達が主役であり、一般的な住民の生活はほぼ描かれていない。ただ、密航する人々の姿は描かれており、この世界の中での不均衡さを匂わせる表現はされている。
星系間を渡るための船と航路があり、星系間の物資の輸送はそれに全面的に依存している。従って、航路を押さえることはその星の死活問題でもあり、その航路をめぐって各星間で緊張が見られるようになってきている。
星間大気には激しい気流となっている箇所があり、そこを渡るためにはパイロットの高い飛行技術と場合によっては運も必要とされ、時には遭難する船も出る。そのため星系間航路の外を飛ぶことは命懸けであるが、それゆえ密輸の温床ともなっており、軍警が厳しく取り締まっている。なお、遭難船を救助するための民間ボランティアのレスキュー組織も存在し、パイロット同士の互助活動により維持されている。
なお、それらの星間航路は過去の勇敢なパイロット達の努力により開拓されてきたが、最近では既存の航路で十分であり、新規の航路開拓は不要であるという意見も見られる。
また、まだ歴史が浅いながらも様々な伝説が生まれている。その中には、ストレガの伝説もある。

## 主なエピソード

### Passage 01～04
カラスとひるがのの出会いが描かれる。カラスは遭難船「ダンストール」の救出に向かうが、その時、カラスは同船に乗船していたひるがのの尋常ならざる操船技術を目の当たりにする。反発しながらも意気投合した二人は、有人観測所「独漂」へ物資を届ける仕事を引き受けたが…。

### Passage 05～16
ひるがのを追う謎の人物ハイド。彼によれば、ひるがのは重要機密事項を持って逃亡した重大犯罪人であるという。表の顔を使って軍警に影響を与え、武装船をも使ってひるがのを追い詰めようとしたハイドであったが、軍警軍政官としての自分の立場に疑問を抱き、そしてひるがのを守ると心に決めたカラスと対決することとなった…。

### Passage 17～24
カラスのかつてのレース仲間織坂。彼は星間レース「トライアル」でも上位に入る実力者だが、かつてカラスが見せた飛行に拘泥していた。ふとした縁でカラスと再会した織坂は、そのカラスの飛行の謎を解くべく彼女にトライアルでの勝負を申し込む。彼がそこで目の当たりにしたものとは…。

## 主要な登場人物
六侶獅カラス(ろくろうし-)
主人公。女性。20代後半から30代と思われる。軍警の軍政官代行(階級は准将)という地位にあるが、自身も優秀なパイロットでもあるためか、判断が求められる際にはパイロットを信頼し、その意思を尊重しようとする傾向が強い。しかし、ひるがのとの出会いにより自らの理想と立場との乖離に改めて気付かされ、それに思い悩む。元々卓越した飛行技術を持っていたが、後にひるがののそれを得ることで、今までとは違う領域に踏み込むことになる。訓練生の時に遭遇した事故で、救えるはずだった仲間を救えなかったことがトラウマとなっている。それもあってか、職務の上でも人命を優先するあまり少々荒っぽい手に出ることもある。また、民間ボランティアのレスキュー隊を組織し、休暇にはその活動に参加している。その飛行技術により、過去にはトライアルのレーサーとしても一流であった模様。
温見ひるがの(ぬくみ-)
女性。20歳ほど。謎の多い集団「航海士」の末裔を自称し、自らの一族の痕跡を求めて水縁を放浪しており、その経歴・過去は不明なところが多い。普通とは全く異なる飛行技術を習得しており、その気流を力でねじ伏せるのではなく逆にそれを利用する飛び方は、彼女の年齢で通常得られるであろう経験にふさわしいものではない。特に暴風域でのそれは尋常ではなく、凪すら自らのものとし船を飛ばす。また、計器に頼らず、専ら自らの感覚を頼りとする。明るく人懐こい性格であるが、船への想いが非常に強く、また飛ぶことについては特に頑固で、自分のやり方を曲げることはしない。
麻績(おみ)
男性。普段はバール「ウィンドミル」のマスターと自治政府からの仕事の仲介人をしているが、民間ボランティアのレスキュー隊のパイロットとしても活動することがある。今は軍人ではないが、カラスとは訓練学校での同期と思われ、さらに顔の傷は前述の事故で負ったものと思われる。常識的な視点の持ち主。
安城(あんじょう)
男性。カラスと同様に軍政官であり、滝洋の統合本部長として任命された。カラスとは同期と思われる。規律を厳格に運用することで初めて安定が得られるという思想の持ち主で、軍政官としてのカラスの姿勢を好ましく思っておらず、とあるパイロットの扱いをめぐってついにカラスと対立する。カラスが遭遇した事故での、最終的な処置を実行した人物でもある。
ハイド
男性。某国の特務官で、重要機密を握っているとされたひるがのの行方を追っていた。自国の利益を最優先し、目的達成のためには手段を選ばない。
クリフ・ジンメイ
男性。陽気で楽天的な密輸業者で、写真を見たカラスからは「間抜けな顔」と評されてしまう。一時はハイドと手を組んでいた。後に、とある場所でひるがのと知り合いになる。また、皇帝とも知り合いのようであり、かなり顔が広い人物のようである。
皇帝・月浦
男性。とある定点井戸に住み着き、皇帝を名乗る初老の怪人物。今では見ることのなくなった航海士の儀式を知る人物でもある。
織坂
男性。トライアルのレーサー。かつてカラスがトライアルで見せた飛行技術の謎を解けないままでいたが、トライアル中に偶然カラスと出会ったことを機に、その謎を解くべくカラスへ一対一の勝負を申し込む。

## 用語
ストレガ(STREGA)
本来は民間伝承で、雲の中にいて嵐を起こす魔女で、気まぐれに人を助けたり遭難させたりする存在であるとされる。絵に描かれる場合は女性の姿である。しかし昨今は嵐により船が遭難しかけているところに現れる赤い光の事とされ、その導きに従えば嵐から船が救われると噂されている。自治政府はその存在を認めていないが、その一方ストレガに助けられたと主張する人間も多い。
ヒューレット・サークル「水縁」
ヒューレット・サークルとは、宇宙の随所に存在する、推測される質量と観測上の質量が一致しないという特異な性質を持つ、超新星爆発残骸のような外見をしたガス天体。特にその一つ「水縁」では、何も無い空間からガスが噴出しているが、一部が内部に逆流し消滅しているのが観測できた。それから内部があると予想され探査が行われたところ、折りたたまれた空間を発見、またそこは自由大気と呼ばれる星間物質に満ち、さらに星系が存在していた。現在は学術研究と資源開発のために利用されている。
自治区
水縁は幾つかの自治区に分けられ、それぞれの自治政府により管轄されている。第1星「水無(みずなし)」・第2星「石徹白(いとしろ)」を中心とする第1自治区、第3星「鷲走(わっそう)」の第2自治区、第2・3星間の小惑星帯をまとめる第3自治区、第4星「滝洋(たきよう)」・第5星「別宮(べつぐう)」の第4自治区(第6星「天生(あもう)」もその管轄化にある)に分けられている。
独漂(どっぴょう)
深々度層流手前の最深部有人観測所。
凪
暴風圏の中に突然現れる、気流の安定した静かな空域。ただし、その安定は見せかけに過ぎず、少しでもそのバランスを乱すとたちまち崩壊し、非常に激しい暴風圏となる。航海時に最も注意が必要とされる現象である。
オーバル
特定の空域名。第5星「別宮」を遠く取り巻くようにある、チューブのような高速気流の塊である。あまりに大規模であったので、それが一つの構造であるとは思われなかったほどである。
天生(あもう)の実
水縁に存在する、植物と思われるものの種。しかし、この植物が実際に生息しているところは確認されておらず、謎が多い。この種は空間に一定の密度で拡散するとその気流の運動エネルギーを奪って光に変える。そのため、気流を安定させる効果があり、気流安定剤として使用されている。食用にもなり、また飲み物の中に入れられていることもある。通常の飛行では欠かせないものであり、これの多寡が各星系の勢力バランスに影響することもある。
航海士
国を持たず、船を生活の場とする自由人。新規航路の開拓や物資の輸送を生業とし、独自の航海技術と文化を持っていたとされる。現在の彼らの行方は不明。
トライアル
星系間の移動時間を争うレース。
過ぎ越しの儀
一年の航海の区切りを祝う祭り。今はその風習は廃れてしまっている。航海士の間には「初船」「中船」「締め船」という祭りもあったとされる。

## 単行本
集英社ヤングジャンプ・コミックス・ウルトラより全3巻が発売されている。
1. ISBN 978-4-08-876316-3
2. ISBN 978-4-08-876422-1
3. ISBN 978-4-08-876550-1